# 20282 Hedberg
20282 Hedberg è un asteroide della fascia principale. Scoperto nel 1998, presenta un'orbita caratterizzata da un semiasse maggiore pari a 2,2020316 UA e da un'eccentricità di 0,0781322, inclinata di 3,93081° rispetto all'eclittica.